# Belbeuf
Belbeuf är en kommun i departementet Seine-Maritime i regionen Normandie i norra Frankrike. Kommunen ligger i kantonen Boos som tillhör arrondissementet Rouen. År 2022 hade Belbeuf 2 257 invånare.

## Befolkningsutveckling
Antalet invånare i kommunen Belbeuf
| Referens: INSEE |